# Slipknot
Slipknot er et amerikansk heavy og nu-metal-band fra Des Moines, Iowa, som blev dannet i 1995. I dag består gruppen af de ni medlemmer Sid Wilson, Chris Fehn, Jim Root, Craig Jones, Shawn Crahan, Mick Thomson, Corey Taylor, Alessandro Venturella og Jay Weinberg. De 7 førstnævnte har været i bandet  siden 1999, men efter Paul Grays og Joey Jordisons død, har de måtte skifte trommeslager og bassist. Hvert medlem bærer deres egen specielle maske. 
Slipknot blev dannet i 1995, og gennemgik flere medlemsudskiftninger efter udgivelsen af deres selvpublicerede album Mate.Feed.Kill.Repeat. i 1996. Deres debutalbum Slipknot blev udgivet i 1999, og fulgt op af Iowa i 2001 og Vol. 3: (The Subliminal Verses) i 2004. Den 25. august 2008 kom gruppen tilbage med udgivelsen af det fjerde studiealbum All Hope Is Gone, som endte på første pladsen på Billboard 200-hitlisten. Den 25. august 2014 offentliggjorde bandet at de ville udgive bandets femte studioalbum .5: The Gray Chapter som udkom den 21. oktober 2014. Bandet har udgivet fire dvd'er: Welcome To Our Neighborhood fra februar 2000. Disasterpieces fra november 2002, som fik tildelt firedobbelt platin i USA. Voliminal: Inside the Nine fra februar 2007 og (sic)nesses fra november 2010.

## Historie

### De tidlige år (1995–1998)
Tidlige formationer af bandet fandt allerede sted tidligt i 1992, med kernen af de kommende Slipknot-medlemmer: Trommeslager Shawn Crahan, vokalist Anders Colsefni og Paul Gray, der fik hjælp af guitaristerne Donnie Steele og Quan Nong.
I september 1995 blev bandet, The Pale Ones dannet, bestående af Crahan på trommer, Gray som bassist, Colsefini som vokalist og guitarist Steele. Joey Jordison sluttede sig kort tid efter til dem, og overtog rollen som trommeslager, mens Crahan blev percussionist. 
Gruppen fortsatte med at videreudvikle deres vision om bandet, og valgte derved at søge efter endnu en guitarist, som førte til rekrutteringen af Josh Brainard. Colsefini blev efterfølgende percussionist og vokalist. Deres første liveoptræden under navnet Meld fandt sted den 4. december 1995 i en klub ved navn Crowbar i Des Moines. Noget tid efter foreslog Jordison at omdøbe bandet til "Slipknot," opkaldt efter deres sang, der også senere dukkede op på Mate.Feed.Kill.Repeat.-albummet. Gruppen begyndte også at eksperimentere med deres udseende til optrædener, hvor de bar besynderlig makeup, og senere hen opstod deres anti-udseende koncept, hvor medlemmerne bevægede sig mod tendensen til at optræde med masker.
Da bandet havde tilkommet sig rigeligt materiale, begyndte de at indspille i et lokalt studie ved navn SR Audio, med Sean McMahon. I februar 1996 forlod guitarist Steele gruppen, på grund af sin kristne overbevisning. Selvom de andre medlemmer dog var beredt på at give ham tilladelse til at blive, valgte han alligevel at forlade dem. Hans afløser Craig Jones kom til under miksningen af det nye projekt. Den 4. april havde Slipknot deres første offentlige optræden i Des Moines' reggae klub ved navn the Safari, hvor de kom til at spille mange af deres tidlige shows. Deres anden optræden på the Safari foregik sammen med Stone Sour. Bandet begyndte at indse, at der var brug for forandring og de tilføjede sampler til deres indspilning, hvilket dog ikke så nemt kunne fremføres live. Dette resulterede i, at Jones efterfølgende blev flyttet til samplerne, og Mick Thomson blev rekrutteret som guitarist for at udfylde den tomme plads. Efter problemer med miksningen og masteringen udgav bandet selv deres første album, Mate.Feed.Kill.Repeat. på Halloween den 31. oktober 1996.
Efter produktionen af albummet begyndte Sean McMahon at distribuere det mellem plade- og managementselskaber, hvilket resulterede i, at det opnåede spilletid i den lokale radio, og samtidig fik en plads på Dotfest. Slipknot vendte tilbage til studiet med nyt materiale, der fokuserede mere på vokal-melodi. Det sørgede for, at de rekrutterede Corey Taylor fra Stone Sour som den nye vokalist, og Colsefini blev derved flyttet til bagvokal og percussion. Mens de eksperimenterede med deres nye vokalist, fortsatte bandet med deres shows i Safari club, hvor det hændte under en optræden, til både bandet og fansenes overraskelse, at Colsefini midt på scenen bekendtgjorde, at han ville forlade bandet. Greg Welts, der også gik under tilnavnet "Cuddles," kom til at afløse ham som percussionist. Mod slutningen af 1997 fik medlemmerne hver deres numre, og begyndte at bære uniformkedeldragter på scenen.
Tidligt i 1998 færdiggjorde bandet en anden lille demo, som blandt andet inkluderede sangen "Spit It Out." Slipknot demoen blev sendt til mange forskellige pladeselskaber. Samtidig med den voksende popularitet på internettet, og med hjælp fra deres manager Sophia John, voksede pladeselskabernes interesse, og til sidst blev produceren Ross Robinson kontaktet. Bandet som havde en stor interesse i at få lov, at arbejde sammen med Robinson mødtes med ham, og et samarbejde blev fastslået. Kort tid efter blev Dj'en Sid Wilson indlemmet i bandet, efter at have vist stor interesse for projektet, og samtidig imponeret medlemmerne. Med anskaffelsen af Ross Robinson voksede interessen, og gruppen begyndte at modtage tilbud fra pladeselskaber. Den 6. juli 1998 blev Welts bedt om at forlade bandet, og endte derved med at blive det første (og eneste) medlem, der nogensinde er blevet fyret. Årsagerne bag dette er uklare, og Chris Fehn afløste Welts som percussionist, og den 8. juli skrev Slipknot kontrakt med Roadrunner Records.

### Debutalbum og kommerciel succes (1998–2001)
Sent i 1998 tog Slipknot i studiet for at indspille deres officielle debutalbum. Tidligt inde i det nye år valgte Brainard at forlade bandet af personlige grunde. Hans afløser blev Jim Root, og denne medlemsopstilling har bandet holdt lige siden. Indspilningerne blev færdiggjort tidligt i 1999, og bandet optrådte på Ozzfesten, som begyndte i marts. Den 29. juni 1999 udgav bandet deres officielle debutalbum Slipknot. Om udgivelsen skrev Rick Anderson fra All Music Guide: "Du troede Limp Bizkit var heavy? De er The Osmonds. Slipknot er noget helt andet."
Slipknot inkluderede variationer af tidligere udgivet sange, deriblandt "(sic)," en nyere version af sangen "Slipknot." Disse versioner var hurtigere end deres tidligere indspilninger, og ændringen blev modtaget godt af fans. Det samme år udgav Slipknot deres første hjemmevideo Welcome to Our Neighborhood, (som senere blev udgivet på en dvd i 2003). Tidligt i 2000 tildeltes Slipknot-albummet platin, hvilket også var den første Roadrunner Records albumudgivelse, der opnåede denne status. I juli 2001 placerede Q-magasinet Slipknot i kategorien "50 Heaviest Albums of All Time" (eng. de 50 heavieste albums til dato).

### Iowaog sideprojekter (2001–2003)
Bandet havde tilkommet sig en stor fanskare, og forventningerne til deres følgende album var store. De vendte tilbage til studiet tidligt i 2001, for at arbejde på det nye album. Iowa, gruppens andet album med Roadrunner Records, blev udgivet den 28. august 2001. Jason Birchmeier fra All Music Guide udtalte, "dette er virkelig alt man kan ønske sig af et Slipknot album, og endda noget mere," og David Fricke fra Rolling Stone kaldte albummet "den første gode plade af nu-metal æraen." Det blev også en kommerciel succes, og endte som nummer tre på Billboard albumhitliste og som nummer et på den britiske albumhitliste. I midten af 2001 turnerede bandet igen med Ozzfest. Gruppen dukkede også op på en koncertscene i filmen Rollerball fra 2002. Det samme år udtalte BBC, at Slipknot havde stjålet showet, og bevist hvad underholdning var, efter at have optrådt til Reading Festival i England. Det samme år udgav Slipknot deres anden dvd ved navn Disasterpieces.
2002 var også året, hvor medlemmerne virkelig fokuserede på deres projekter udenfor bandet. Vokalist Taylor og guitarist Root vægtede deres gamle band Stone Sour med udgivelsen af deres debutalbum Stone Sour. Trommeslager Jordison havde også sit projekt, hvori han tog rollen som guitarist i Murderdolls. Slipknot planlagde at begynde arbejdet på et tredje album mod slutningen af 2002, men bandet stødte på problemer. På denne tid gik der rygter om, at bandet muligvis var gået i opløsning, og derved også chancerne for et tredje album. I midten af 2003 opstartede Crahan også et nyt sideprojekt ved navn To My Surprise, hvor han arbejdede med producer Rick Rubin.

### Vol.3 (The Subliminal Verses)og pausen (2003–2007)
Det var genfødselen på Slipknot, du ved hvad jeg mener, det var som... os der finder sammen igen, og skubber den vibration ud, der begyndte at trække folk væk. Men vi fandt ud af, du ved, vi måtte have noget plads du ved, vi må nogle gange bare lade folk være.

 — Paul Gray om Slipknots tredje album
Sent i 2003 begyndte Slipknot at skrive og indspille med produceren Rick Rubin, der tidligere havde arbejdet med artister som Johnny Cash, System of a Down, og Slayer. Roadrunner Records bekendtgjorde også, at de ikke længere ville distribuere Slipknots albums i Skandinavien på grund af finansielle betingelser. Alligevel lykkedes det gruppen, at få en aftale med Nuclear Blast Records tidligt i 2003 om at udsende albummene i Skandinavien. Bandet udgav deres tredje album Vol. 3: (The Subliminal Verses) den 24. maj 2004, som nåede plads nummer 2 på Billboard 200. Johnny Loftus fra Allmusic kaldte pladen "en tilfredsstillende, forsigtigt forarbejdet præsentation af bandets karriere til dato," mens Robert Cherry fra Rolling Stone sagde albummet "eksperimenterede med nye ekstremer, som i Slipknots tilfælde betød melodiklingende og traditionel sangstruktur."  Titlen på cd'en betegner dette er deres tredje album da bandmedlemmerne senere nævnte, at de ikke anså Mate. Feed. Kill. Repeat., som et album der reflekterede bandet. I 2004 turnerede bandet med Ozzfest for tredje gang, det samme år optrådte de også første gang til Download Festival, hvor Jordison afløste Metallicas trommeslager Lars Ulrich, efter han var blevet kørt på hospitalet. I 2005 havde Slipknot en liveoptræden uden percussionisten Crahan— som støttede sin kone gennem en sygdom— inklusive deres tilbagevenden til Download Festival.
De udgav deres første koncertalbum 9.0: Live, som inkluderede optagelser fra shows i Phoenix, Las Vegas, Osaka, Singapore og Tokyo. Albummet blev udgivet den 1. november 2005, og nåede plads 17 på Billboard 200. I 2006 vandt bandet deres første og eneste grammy i kategorien Best Metal Performance med sangen "Before I Forget." Senere det år udgav Slipknot deres tredje dvd Voliminal: Inside the Nine.
Flere af bandmedlemmerne samarbejdede med andre artister på Roadrunner United: The All-Star Sessions cd'en, som udkom i oktober 2005. På pladen var Jordison udnævnt som "holdkaptajn." Root, Taylor, og Gray bidrog også til cd'en. I 2006 viste Root og Taylor sig endnu engang gennem Stone Sour ved udgivelsen af deres andet album Come What(ever) May. Jordison overtog rollen som midlertidig trommeslager fra flere bands, inklusive Ministry (2006) og Korn (2007). Han producerede også 3 Inches of Bloods tredje album Fire Up the Blades, som blev udgivet tidligt i 2007. Senere på året afslørede Crahan sit nye sideprojekt, Dirty Little Rabbits.

### All Hope is Gone(2008– 2009)
Slipknot udgav deres fjerde studiealbum All Hope Is Gone den 20. august 2008. Det er bandets første plade, som nåede plads 1 på Billboard 200. Forberedelserne til albummet begyndte i oktober 2007 med indspilninger udskudt til februar 2008. Bandet udtrykte deres interesse i at gøre denne udgivelse til deres hårdeste til dato med en udvidelse af thrash metal-riffene, som blev introduceret på Vol. 3.. Alligevel ønskede gruppen også at gøre det til den mest eksperimentelle plade, derfor ville der være flere akustiske guitarpassager, melodiske vokaler såvel som brugen af hi-hatte og bækkener til percussionen være inkluderet. Albummet blev bandets første arbejde med produceren Dave Fortman. Sammen med albummet debuterede bandet med nye masker og uniformer, der passede til stilen på det nye album. I juli og august 2008 stod Slipknot som overskrifter på den første Mayhem Festival. Planen var at gruppen skulle spille på Reading and Leeds Festivals i august 2008, men måtte aflyse denne optræden, da Joey Jordison brækkede sin ankel.
Slipknot tog også på tunré i Australien, Japan, Europa og Storbritannien hvor bandene Machine Head og Children of Bodom åbnede deres koncerter. Datoerne i Storbritannien blev bekendtgjort den 20. august, og skulle finde sted tidligt i december. Slipknot var også tvunget til at aflyse to optrædener i Israel på grund af familieproblemer blandt to af medlemmerne. Taylor udtalte, at de ville genoptage turnéen senere.

### Paul Grays død,comeback til scenen, Knotfest,Joey Jordisons exitog.5: The Gray Chapter(2010-nu)
I 2010 planlagde bassist Paul Gray en turné med supergruppen HAIL!. Men den 24. maj 2010 blev han fundet død på sit hotelværelse i Urbandale, Iowa. Han blev 38 år. Dagen efter dødsfaldet, blev der holdt en pressekonference med de resterende medlemmer, Pauls bror og Pauls kone vedrørende hans død. Ingen af medlemmerne bar masker under konferencen. Pauls død skyldtes en uheldig overdosis af morfin og fentanyl.
Et år efter Pauls død, vendte Slipknot tilbage til scenen i 2011 og gennemførte et par shows i Europa. Bandets gamle guitarist, Donnie Steele, afløste Pauls plads som bassist, men sad bag ved Joeys trommesæt under alle shows.  
I 2012 startede bandet deres egen musikfestival, Knotfest, hvor store metalnavne som Lamb of God og Deftones også spillede. 
I 2013 blev det offentliggjort, at Slipknot arbejdede på plade nr. 5. Taylor beskrev den som "et mørkt crossover af Iowa og Vol. 3 (The Subliminal Verses)". Guitarist Jim Root måtte sidde over en Stone Sour turné, så han kunne skrive nyt materiale til pladen. Han blev fyret fra Stone Sour i januar 2014
Den 12. december 2013, annoncerede bandet gennem deres hjemmeside, at deres trommeslager Joey Jordison havde forladt fra bandet af personlige årsager, efter 18 år. Senere fortalte Joey at han "ikke skred fra Slipknot" og at han var chokeret over nyheden. Det kom senere frem at Joey blev fyret fra bandet på grund af misbrug.
I juli 2014 begyndte bandet at udgive små teasers i anledning af, at deres 5. plade nu var færdig. Den første sang fra pladen "The Negative One" blev udgivet den 1. august. Den 24. august blev bandets officielle single "The Devil in I"  udgivet, og igennem iTunes blev albummets titel .5: The Gray Chapter offentliggjort. 
12. september 2014, blev musikvideoen til "The Devil in I" lagt ud på nettet. I videoen blev bandets nye masker vist frem og bandets nye bassist og trommeslager præsenteres for første gang. Bandet spillede deres første koncert med det nye line-up i anledning af deres festival, Knotfest, 26. og 27. oktober 2014.
Den 3. december 2014, blev bandets nye medlemmers identitet afsløret, da Slipknots trommetekniker lagde et billede op af deres navne på det sociale medie Instagram. Jay Weinberg er bandets nye trommeslager og Alessandro Venturella er ny bassist - hvilket fans allerede havde fundet ud af efter frigivelsen af musikvideoen til "The Devil in I".  
Efter megen stilhed omkring emnet, blev det i juni 2016 offentliggjort at Joey Jordison led af transversal myelitis, en neurologisk sygdom som skyldes betændelse i rygmarven. Og dette var grunden til, at han blev fyret fra bandet.   

## Indflydelser og musikalske stil
Bandets vigtigste indflydelser inkluderer Kiss, Black Sabbath, Slayer, Fear Factory, Godflesh, Skinny Puppy, Neurosis, Judas Priest, Metallica, White Zombie, Led Zeppelin and Beastie Boys. Dødsmetal, black metal og heavy metal er nævnt som den hovedsagelige inspirationskilde til bandets musikalske retning samt nu-metal, som gruppen selv anses for at være. Som yderligere indflydelse har de også nævnt industrial bands, som Head of David, Godflesh og Skinny Puppy såvel som Neurosis og jungle musik som Roni Size.
Slipknot anses som værende pionerer af New Wave of American Heavy Metal med deres udvikling af en trimmet og aggressiv stil taget fra thrash, hardcore og dødsmetal. Med dette kan de sammenlignes med andre grupper som Pantera, Machine Head, Biohazard, Life of Agony, og Prong og er kendt for deres kaotiske og energiske optrædener.
Den ekstreme optræden sørges for af de mange bandmedlemmer, der typisk bruger nedstemte guitarer samt bas, to percussionister som tilføjelse til trommelageren og elektronisk lyd som samplere og turntables. Robert Cherry fra Rolling Stone sammenlignede bandets lyd med, "et tærskeværk der fortærede et militær trommekorps."
Deres tidlige materiale indeholdt en række vokalstile fra rap til lejlighedsvis sang og til growl. I mere nye værker er denne vokal blevet bevaret, men inkluderer nu mere melodisk sang. 
Deres sangtekster følger generelt en aggressiv tone med emner som mørke, nihilisme, vrede, had, kærlighed, Smerte, misantropi og psykoser. Rick Anderson fra All Music Guide udtalte, at gruppens tekster ikke var særlig egnet til en familiehjemmeside. Der har været polemik omkring Slipknots sange, inklusive en sag hvor et par unge mordere gav sangteksten fra nummeret "Disasterpiece" skylden for deres brutale gerning, og en sag i 2006 hvor teksten til sangen "Surfacing" blev fundet på en hjemmeside for gravrøvere.

### Udseende og identiteter
Det er vores måde at blive mere intim med musikken. Det er vores måde at blive ubevidste i henhold til os selv, og hvad vi laver udenfor musikken. Det er en måde for os, at kravle ind i det og blive i stand til at bruge det.

 — Corey Taylor om maskerne
Bandet er kendt for deres opmærksomhedsvækkende udseender, hvor medlemmerne bærer uniform-jumpsuits og forskellige masker. Før i tiden var der også trykt en stregkode på ryggen og ærmerne af deres jumpsuits, hvis nummer var identisk med det på deres første demo Mate. Feed. Kill. Repeat. I stedet for navne har medlemmerne valgt at kalde sig numrene mellem nul og otte. Ved hver album har Slipknot ændret masker og kedeldragter. Maskerne har dog ikke ændret sig særlig meget ved udgivelsen af deres andet og tredje album, da brugen af de samme masker var blevet forlænget mere end før i tiden. I et interview fra 2004 forklarede Jordison, at ændringerne i maskerne viser aldring og difference gennem årerne.
Under optagelserne til "Vermillion"-musikvideoen ændrede bandet deres masker til dødsmasker, lavet ud fra deres ansigtsaftryk. I 2004 fortalte Gray, at special effekt-firmaet Screaming Mad George lavede maskerne til deres tredje albumperiode, og billeder af gruppens masker fra deres anden albumperiode kan findes på SMG-hjemmesiden.
Maskerne har været under en masse kritik – blandt andet for at være et reklametrick til at sælge deres produkter med. Slipknot har dog afvist disse anklager, og sagt at maskerne er brugt til at flytte opmærksomheden fra dem og til musikken. Flere af medlemmerne har fortalt, hvordan maskerne er en visuel repræsentation af den følelse musikken bringer op i dem, og hvordan de giver dem en dyrisk mentalitet. Kedeldragterne og numrene står i forlængelse af maskernes brug, og ønsket om at flytte fokus fra medlemmerne. Medlemmerne er dog også blevet kritiseret for at have optrådt i andre projekter uden at have maskerne på. Flere af gruppens medlemmer har kommenteret dette problem, især Crahan, der omtalte det i et interview til The Sauce, hvor han bekræftede, at maskerne altid vil være en del af Slipknots show.

### Kontroverser vedrørende maskerne
Bandets masker har bragt en del stridigheder gennem årernes løb. En del af disse kontroverser kommer fra bandet Mushroomhead, som sammen med deres fans, påstår at Slipknot stjal deres maskeide. I 2005 opstod en anden stridighed, da bandet sagsøgte Burger King, med den påstand at de tjente penge med deres reklameband Coq Roq på at efterligne Slipknots udseende. Bandets advokat påstod, at Burger King havde kontaktet Slipknots pladeselskab, for at få gruppen til at tage del i en "reklamekampagne der skulle motivere unge til at stemme." Burger King reagerede på retssagen ved at sagsøge bandet, og påpegede at mange andre bands som Mudvayne, Kiss, og GWAR havde brugt masker som en del af deres sceneoptræden. Efter interne diskussioner blev reklamekampagnen alligevel aflyst.

## Diskografi

### Studiealbum
- 1996: Mate. Feed. Kill. Repeat
- 1997: (Crowz – ikke udgivet)
- 1999: Slipknot
- 2001: Iowa
- 2004: Vol. 3: (The Subliminal Verses)
- 2008: All Hope Is Gone
- 2014: .5: The Gray Chapter
- 2019: We Are Not Your Kind
- 2022: The End, So Far

## Priser

### RIAA-tildelinger
Disse statistikker er tager fra RIAAs online database.
| - Slipknot (Dobbelt platin, februar 2005) - Iowa (Platin, oktober 2002) - Vol. 3: (The Subliminal Verses) (Platin, februar 2005) - 9.0: Live (Guld, december 2005) - All Hope Is Gone (Platin, august 2010) - "Antennas to Hell | - Welcome to Our Neighborhood (Platin, februar 2000) - Disasterpieces (Firedobbelt platin, november 2005) - Voliminal: Inside the Nine (Platin, februar 2007) - (sic)nesses (Platin, november 2010) |

### Grammy awards og nomineringer
Slipknot er blevet nomineret til seks Grammy Awards, og har vundet en. De har også været nomineret til VMAs, kategori "Best Rock Video" i 2008, for deres anden single "Psychosocial" fra deres fjerde album. De tabte dog til Linkin Parks "Shadow of the Day."
- "Wait and Bleed" – Best Metal Performance, 2001 (nominering)[104]
- "Left Behind" – Best Metal Performance, 2002 (nominering)[105]
- "My Plague" – Best Metal Performance, 2003 (nominering)[106]
- "Duality" – Best Hard Rock Performance, 2005 (nominering)[107]
- "Vermilion" – Best Metal Performance, 2005 (nominering)[107]
- "Before I Forget" – Best Metal Performance, 2006 (vinder)[53]
- "Psychosocial" – Best Metal Performance, 2009 (nominering)[108]

## Medlemmer

### Nuværende medlemmer
- (#0) Sid Wilson – Turntablism (1998 – )
- (#4) James "Jim" Root – Guitar (1999 – )
- (#5) Craig "133" Jones – Sampler (1996 – )
- (#6) Shawn "Clown" Crahan – Percussion, bagvokal (1995 – )
- (#7) Mick Thomson – Guitar (1996 – )
- (#8) Corey Taylor – Vokal (1997 – )
- Alessandro Venturella – Bas (2014-)
- Jay Weinberg – Trommer (2014-)

### Tidligere medlemmer
- Donnie Steele – Guitar (1995 – 1996)
- Anders Colsefini – Vokal, percussion (1995 – 1997)
- (#1) Joey Jordison – Trommer (1995 – 2013) (forlod Slipknot i 2013 efter at være blevet diagnosticeret med myalgisk encephalomyelitis. Han døde 26. juli 2021)
- (#2) Paul Gray – Bas, bagvokal (1995 – 2010) (fundet død om morgenen 24 maj 2010)
- (#3) Greg "Cuddles" Welts – Percussion, bagvokal (1997)
- (#3) Brandon Darner – Percussion (1998)
- (#4) Josh Brainard – Guitar, bagvokal (1995 – 1999)
- (#3) Chris Fehn  – Percussion, bagvokal (1998- 2019)